# Camillo Scroffa
 (mars 2021).
Camillo Scroffa est un poète italien. Il est né à Vicence entre 1526 et 1527 et est mort dans la même ville le 5 janvier 1565.

## Biographie
Camillo Scroffa naît à Vicence vers le commencement du XVIe siècle. Fatigué des disputes sur la prééminence des langues latine et italienne, il s’amuse à les confondre pour tourner en ridicule les pédants. Se cachant sous le nom de Fidenzio Glottochrysio ludimagistro, il compose un recueil de vers dans un jargon formé de locutions latines et de mots italiens mêlés ensemble. Ce nouveau genre de poésie eut d’abord quelques imitateurs ; mais assez peu. Crescimbeni (Volgar poesia) prétend qu’il faut être très versé dans la poésie italienne et latine pour espérer réussir dans la pédantesque. Salvini (notes sur la perfetta poesia de Muratori) dit que les Cantici de Fidenzio sont écrits avec autant de talent que de goût. Quadrio (Storia della poesia) les trouve si beaux qu’il ne croit pas qu’on puisse jamais parvenir à les égaler, et le judicieux Gravina (Ragion poetica) ne s’exprime pas avec moins d’égards pour le chef de cette nouvelle école. On croit que les vers de Scroffa ont pour objet une passion à laquelle un certain Pierre Fidenzio Giunteo de Montagnana, surnommé Glottochrysius, fameux pédant de son siècle, passait pour s’être abandonné. Parmi les nombreuses éditions des Cantici de Fidenzio, celle de 1562, in-8°, qui est la première, passe pour la plus rare ; celle de Vicence, 1743, passe pour la meilleure. Outre les ouvrages déjà cités, on peut consulter Zorzi, Notizie istoriche e letterarie intorno a Fidenzio Glottocrisio, dans les Supplementi al giornale de letterati d’Italia, t. 2, p. 483 ; les remarques sur l’article précédent dans le Giornale de’ letterati, t. 35, p. 293 ; la Biblioteca degli scrittori di Vicenza, t. 5, p. 54 ; et le discours préliminaire des Cantici, édition de 1734, par Tavola.